# 君の町・九十九島恋しや
「君の町/九十九島恋しや」（きみのまち/つくもこいしや）は、1965年1月に発売された高木たかしと高石かつ枝の歌唱楽曲を収録したシングル。

## 解説
- 「1965年度クラウン歌謡コンクール課題曲」となっている。
- 2014年8月13日にMEG-CDにて復刻された（規格番号：CRMEG-10777）[1]。

## 収録曲
1. 君の町（3分26秒）
作詞：星野哲郎、作曲：前田利克、編曲：小杉仁三
2. 九十九島恋しや（4分11秒）
作詞：宇山清太郎、作曲：竹田喬、編曲：福田正